# 3,7-cm PaK 36
Pour les articles homonymes, voir Canon de 37 mm.
Le PaK 36 (Panzerabwehrkanone 36) était un canon antichar allemand pouvant tirer des obus de 37 mm. Développé en 1936 par Rheinmetall, le PaK 36 apparut la même année durant la guerre civile espagnole. Il devint la base des canons antichars de nombreux pays pendant les premières années de la Seconde Guerre mondiale. Le KwK 36 L45 était le même canon, mais servait d'armement sur plusieurs chars de combat, notamment les modèles du début de la guerre, comme le Panzer III.

## Développement
Bien que le canon antichar 3,7-cm PaK 36 ait prouvé son efficacité durant la guerre civile espagnole, le commandement allemand savait que ce type de canon de petit calibre serait bientôt dépassé par les nouveaux modèles de char mieux protégés. De ce fait, La firme Rheinmetall commença à concevoir une nouvelle version du PaK 36 chambrée en 50 mm, qui fut désignée 5-cm PaK 37.

## Histoire opérationnelle
Le PaK 36, étant une arme de petit calibre, devint rapidement dépassé dès la campagne de l'Ouest de mai 1940. Les soldats allemand les trouvèrent plus qu'inutiles face à des chars lourds, comme le Matilda Mark II britannique, les chars B1 ou Somua S-35 français. Les médiocres performances du PaK 36 lui valurent le surnom de « Heeresanklopfgerät » ou « frappe-à-la-porte de l'armée », comme le rapporte Antony Beevor dans son ouvrage sur la bataille de Stalingrad.
Le PaK 36 commença à être remplacé par le nouveau 5-cm PaK 38 au début des années 1940. L'emploi de projectiles à noyau de tungstène ajouta un peu à la pénétration de blindage du PaK 36. Lorsque les troupes allemandes affrontèrent pour la première fois les T-34 soviétiques, le PaK 36 s'avéra cette fois-ci complètement inutile. Malgré cela, il resta le canon antichar standard pour de nombreuses unités. Les servants de PaK 36 arrivèrent néanmoins à détruire de nombreux chars ennemis, mais pour ce faire, ils devaient être en mesure de tirer sur le blindage arrière du char, ce qui nécessitait des nerfs d'acier et n'autorisait aucune seconde chance.
Au fur et à mesure du remplacement des PaK 36, nombre d'entre eux furent mis sur semi-chenillé afin de les transformer en soutien de l'infanterie légère. Un grand nombre de PaK 36 fut également offert aux alliés du Reich. Le PaK 36 fut utilisé dans les armées de Finlande, Hongrie, Roumanie et Slovaquie. L'introduction de la Stielgranate 41 dès 1941 permit au PaK 36 de pénétrer n'importe quel blindage, mais seulement à une portée de moins de 300 m. Le PaK 36s, avec la nouvelle forme de projectile, fut fourni aux Fallschirmjäger et autres troupes légères. Le faible poids du canon lui permettait d'être déplacé facilement à la main, ce qui correspondait tout à fait à leur besoin.

## Caractéristiques générales
- Calibre : 37 mm L/45
- Longueur : 1,66 m
- Longueur avec l'attachement : 3,40 m
- Largeur : 1,65 m
- Hauteur : 1,17 m
- Masse en voyage : 439 kg
- Masse au combat : 327 kg
- Vitesse de tir :  8 à 10 obus par minute[4]
- Vitesse du projectile : 762 mètres par seconde
- Portée : 5 484 m
- Masse du projectile : 0,68 kg
- Pénétration de blindage à 500 m : 29 à 31 mm à un angle de 30 degrés, dépendant du type d'obus

| Comparaison des performances antichars de la panzergranate 39 (APCBC) avec les munitions contemporaines. Blindage incliné à 30°, | Comparaison des performances antichars de la panzergranate 39 (APCBC) avec les munitions contemporaines. Blindage incliné à 30°, | Comparaison des performances antichars de la panzergranate 39 (APCBC) avec les munitions contemporaines. Blindage incliné à 30°, | Comparaison des performances antichars de la panzergranate 39 (APCBC) avec les munitions contemporaines. Blindage incliné à 30°, | Comparaison des performances antichars de la panzergranate 39 (APCBC) avec les munitions contemporaines. Blindage incliné à 30°, | Comparaison des performances antichars de la panzergranate 39 (APCBC) avec les munitions contemporaines. Blindage incliné à 30°, | Comparaison des performances antichars de la panzergranate 39 (APCBC) avec les munitions contemporaines. Blindage incliné à 30°, | Comparaison des performances antichars de la panzergranate 39 (APCBC) avec les munitions contemporaines. Blindage incliné à 30°, | Comparaison des performances antichars de la panzergranate 39 (APCBC) avec les munitions contemporaines. Blindage incliné à 30°, | Comparaison des performances antichars de la panzergranate 39 (APCBC) avec les munitions contemporaines. Blindage incliné à 30°, | Comparaison des performances antichars de la panzergranate 39 (APCBC) avec les munitions contemporaines. Blindage incliné à 30°, | Comparaison des performances antichars de la panzergranate 39 (APCBC) avec les munitions contemporaines. Blindage incliné à 30°, |
| Nationalité | Reich allemand | Reich allemand | Reich allemand | Reich allemand | Reich allemand | Pologne | France | France | France | France | Royaume-Uni |
| Canon | 3,7 cm PaK 36 | 2 cm L/55 KwK 30 | 3,7 cm L/40 KwK 34(t) | 3,7 cm KwK 38(t) | 7,5 cm L/24 KwK 37 | 37 mm L/45 Bofors wz.36 | 25 mm SA-L 34 | 37 mm SA 18 | 37 mm SA 38 | 47 mm SA 35 | 40 mm L/50 OQF 2 pdr |
| Munition | Pzgr.39 | Pzgr.39 | Pzgr. (umg) | Pzgr. (umg) | K.Gr.rot Pz. | ? | Mle 1934 | Mle 1935 | Mle 1938 | Mle 1935 | AP Shot Mk.I |
| --- | --- | --- | --- | --- | --- | --- | --- | --- | --- | --- | --- |
| V0 | 762 m/s | 780 m/s | 675 m/s | 750 m/s | 385 m/s | 870 m/s | 918 m/s | 600 m/s | 700 m/s | 700 m/s | 792 m/s |
| à 100 m : | 34 mm | 20 mm | 37 mm | 41 mm | 41 mm | 40 mm | 35 mm | 25 mm | 29 mm | 39 mm | 49 mm |
| à 500 m : | 29 mm | 14 mm | 31 mm | 34 mm | 38 mm | 33 mm | 30 mm | 20 mm | 23 mm | 33 mm | 37 mm |
| à 1 000 m : | 22 mm | 9 mm | 26 mm | 28 mm | 35 mm | 18 mm | 20 mm | 15 mm | 16 mm | 26 mm | 28 mm |

## Illustrations

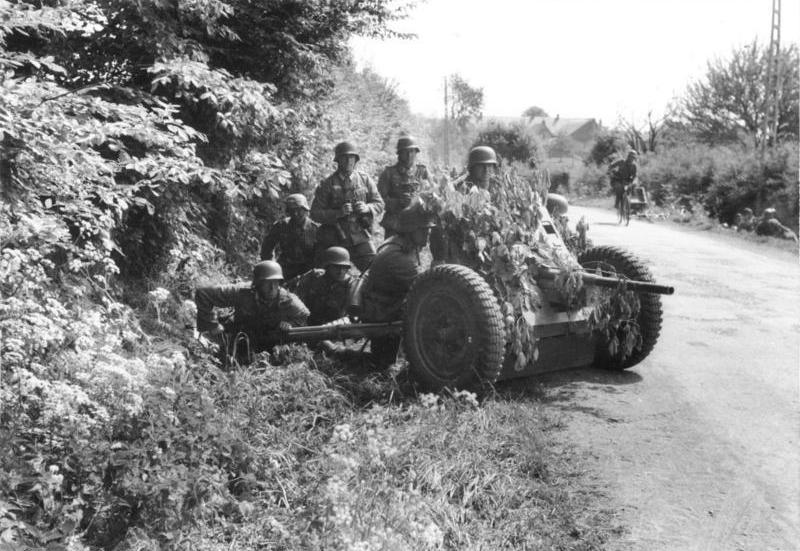
Un PaK 36 en mai 1940 en Belgique
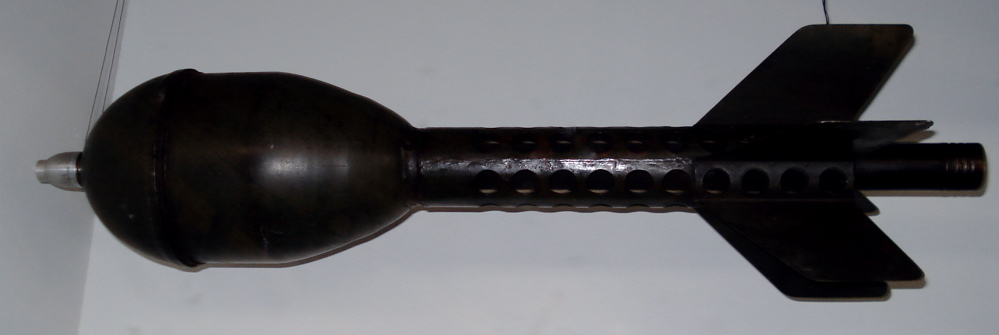
Stielgranate 41
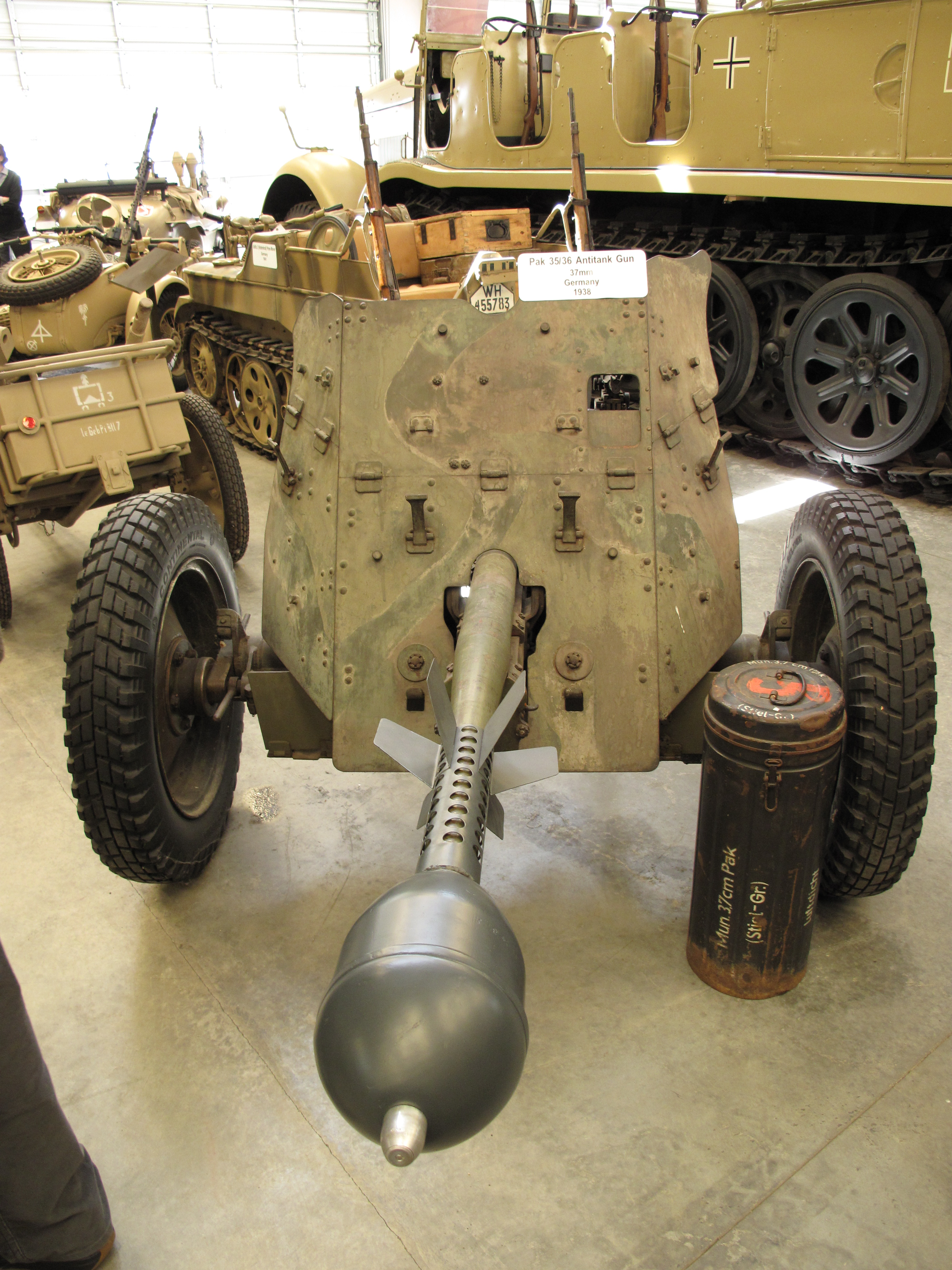
PaK 36 armé d'une Stielgranate 41
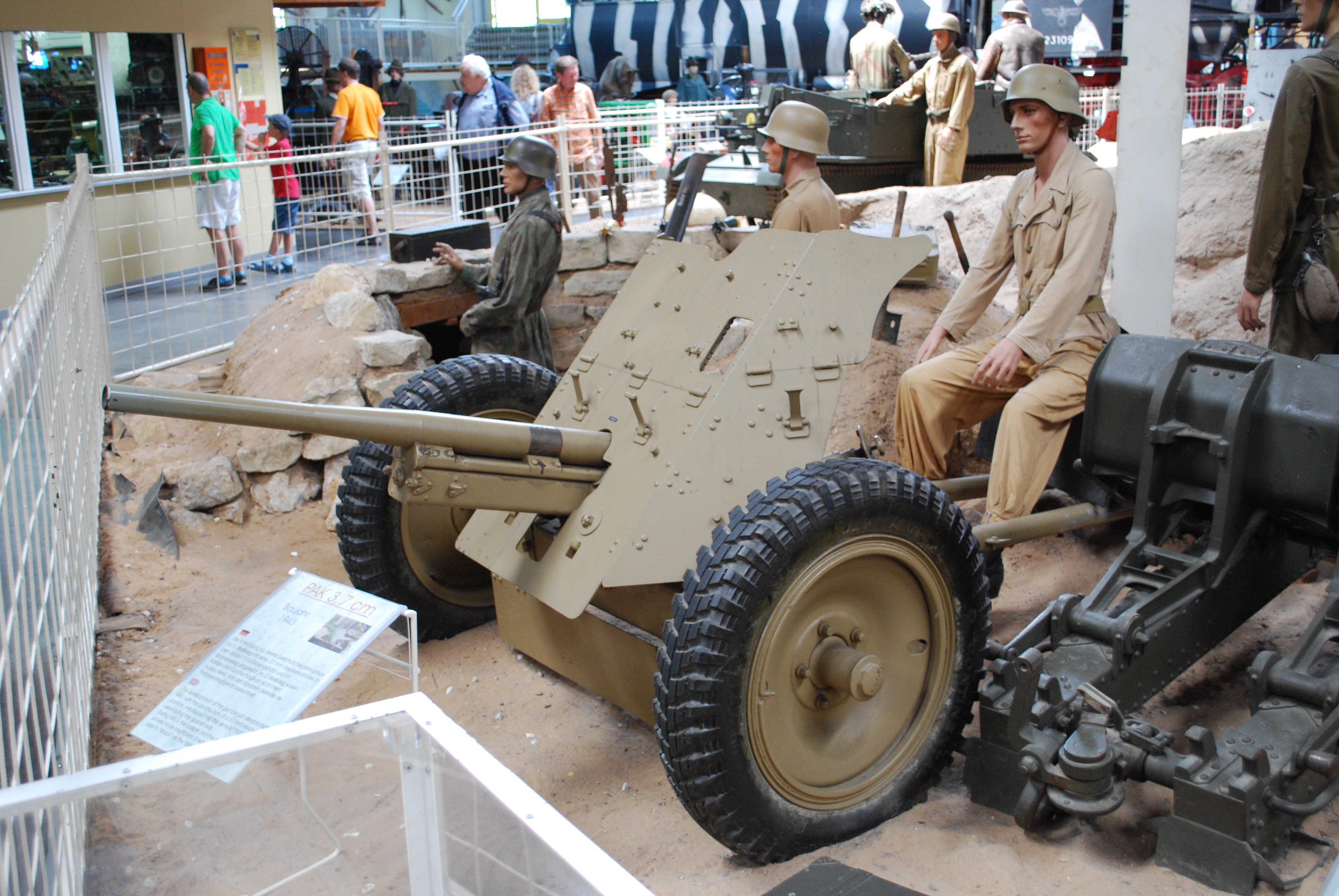
PaK 36 représenté en diorama